# دزموند آرمسترانگ
دزموند آرمسترانگ (انگلیسی: Desmond Armstrong؛ زادهٔ ۲ نوامبر ۱۹۶۴) یک بازیکن فوتبال اهل ایالات متحده آمریکا است.
وی همچنین در تیم ملی فوتبال ایالات متحده آمریکا بازی کرده است.